# Mogiljov
Mogiljov ili Mogilev (bjeloruski: Магілёў, Mahilëŭ; ruski: Могилёв, Mogiljov) grad je u istočnoj Bjelorusiji blizu granice s Rusijom upravno središte Mogiljovske oblasti. 2020. godine grad je imao 357.100 stanovnika i treći je grad po veličini u Bjelorusiji.

## Povijest
Grad je osnovan 1267. godine kao tvrđava, a od 14. stoljeća je dio Velike Kneževine Litve, kasnije je postao dio Poljsko-Litavske Unije. Poslije podjele Poljske 1772. godine, grad je od Švedske dobila na upravljanje Carska Rusija i on postaje centar Mogiljovske gubernije. Godine 1918. je okupiraju Nijemci. Grad je uključen u kratkotrajnu Bjelorusku Narodnu Republiku. Godine 1919. je uključen u Bjelorusku SSR, a između 1941. i 1944. bio je pod njemačkom okupacijom. Poslije stjecanja nezavisnosti Bjelorusije 1991. postaje jedan od središnjih gradova.

## Gradovi prijatelji
- Kragujevac, Srbija[5]
- Gabrovo, Bugarska
- Villeurbanne, Francuska
- Bardejov, Slovačka
- Eisenach, Njemačka
- Kerč, Ukrajina
- Tula, Rusija
- Klaipėda, Litva
- Włocławek, Poljska

## Poznate osobe
- Irving Berlin, američki skladatelj

## Vanjske poveznice
- Službena stranica grada  Arhivirana inačica izvorne stranice od 20. rujna 2015. (Wayback Machine)

### Ostali projekti
|  | Zajednički poslužitelj ima još gradiva o temi Mogilev |